# وعي بالطباعة
يشير مصطلح الوعي بالطباعة إلى فهم الطفل لطبيعة واستخدامات الطباعة. ويقترن وعي الطفل بالطباعة بشكل كبير بوعيه بالكلمات أو بقدرته على تنظيم الكلمات كعناصر بارزة في الاتصالات الشفهية والمكتوبة. ويتم اكتساب كلتا المهارتين في البيئة الطبيعية للطفل.

## قياس الوعي بالطباعة
الوعي بالطباعة هي مهارة متعددة الأوجه يصعب فصلها وتعريفها. وتستخدم أكثر القياسات فاعلية لتحليل معرفة الطفل بالحروف ورموز الطباعة وتقاليد القراءة. لتحليل اصطلاحات قراءة الكتب، يطلب من الطفل تحديد مقدمة الكتاب وتحديد الصفحة التي تتم قراءتها أولاً (الصفحة اليسرى أم الصفحة اليمنى). وينتج هذا النوع من التقييم قدرًا كبيرًا من التنوع بين الملتحقين بمرحلة ما قبل المدرسة (جاستيس وإيزيل، 2001).

## أهمية الوعي بالطباعة
بالإضافة إلى الوعي الصوتي، يعد الوعي بالطباعة عاملاً محددًا هامًا للإنجازات المتعلقة بالقراءة في مرحلة مبكرة (آدامز، 1990). ويتم تضمين الوعي بالطباعة في مهارات ما قبل القراءة والكتابة التي يجب أن يكون الأطفال الذين يلتحقون بالصف الأول يتقنونها. ويتم تصميم منهج الصف الأول بناءً على هذا الافتراض. وغالبًا ما يتخلف الأطفال الذين تكون مستويات الوعي بالطباعة لديهم منخفضة.
ويكون الأطفال الذين يعيشون في منازل تهتم بالكتب بشدة ويتعرضون فيها لنماذج تخص الكبار بشكل مستمر أكثر احتمالية لتطوير الوعي بالطباعة من نظرائهم. ونظرًا لأن الوعي بالطباعة يظهر بشكل طبيعي، فإن تأثير البيئة في المنزل يكون كبيرًا. ويمكن تعديل مجموعة من السمات في بيئة المنزل لتحسين مستوى الوعي بالطباعة لدى الطفل.

## العوامل التي تتداخل مع الوعي بالطباعة
نظرًا لأنه تم تعريف الوعي بالطباعة على أنه مؤشر هام لمعرفة القراءة والكتابة، فقد تم تصميم 
العديد من العوامل التي تتداخل من أجل تحسين مهارات الوعي بالطباعة وما قبل القراءة والكتابة لدى الأطفال المهددين بالخطر. وتركز العديد من تلك العوامل على قراءة القصص أو قراءة الكتب المشتركة. وهذا الأمر يعد بمثابة الممارسة المعتادة في المنازل التي تهتم بالطباعة، ويمكن أن يكون لإجراء بعض التعديلات البسيطة على الروتينات اليومية تأثير ضخم على مهارات ما قبل القراءة والكتابة لدى الطفل.
يمكن أن تحسن قراءة القصص من الوعي بالطباعة لدى الطفل عندما يستخدم الوالد (أو غيره من الكبار مثل، المدرسين) أسلوبًا يطلق عليه اسم الإشارة إلى الطباعة. وتتم الإشارة إلى الطباعة عندما يتم استخدام مؤشرات لفظية وغير لفظية لزيادة مستوى انتباه الطفل أو التفاعل مع المطبوعات. ومن أمثلة ذلك أن يطلب الوالد من الطفل الإشارة إلى أول كلمة في الصفحة أو أن يطلب منه "أين توجد الكلمات في هذه الصفحة؟"